# Wuppenau
Wuppenau är en ort och kommun i distriktet Weinfelden i kantonen Thurgau, Schweiz. Kommunen har 1 194 invånare (2023).
I kommunen finns också byarna Welfensberg, Heiligkreuz, Gabris, Oberheimen, Leuberg, Hosenruck, Waldwies, Grub, Mörenau, Gärtensberg, Almensberg, Greutensberg, Secki och Remensberg.